# 11187 Richoliver
11187 Richoliver è un asteroide della fascia principale. Scoperto nel 1998, presenta un'orbita caratterizzata da un semiasse maggiore pari a 2,5904674 UA e da un'eccentricità di 0,1298804, inclinata di 3,85337° rispetto all'eclittica.